# Automolis inconspicua
Automolis inconspicua är en fjärilsart som beskrevs av Holland 1892. Automolis inconspicua ingår i släktet Automolis och familjen björnspinnare. Inga underarter finns listade i Catalogue of Life.